# Jorge Hevia Flores
Jorge Enrique Hevia Flores (28 de octubre de 1954) es un periodista, presentador de televisión y exvoleibolista chileno.

## Carrera mediática
Su carrera periodística comenzó en una revista deportiva, que tuvo que dejar por incompatibilidad con su carrera en el voleibol. Fue parte de la selección que disputó el Campeonato Mundial de Voleibol de 1982 disputado en Buenos Aires, el único mundial de este deporte que ha jugado Chile. A lo largo de la década de 1980, fue funcionario de la División Nacional de Comunicación Social (Dinacos) y de la Municipalidad de Ñuñoa.
En marzo de 1985 se integró a Televisión Nacional de Chile (TVN)[cita requerida]. Entre mayo de 1992 y enero de 2006 fue presentador del programa matinal Buenos días a todos de esa estación, donde tuvo como duplas a Tati Penna, Margot Kahl, Karen Doggenweiler y Tonka Tomicic. En el mismo canal, fue presentador en programas como Super dupla (2007) —con su hijo Jorge Hevia Jr.— y como panelista de los programas Zoom deportivo y Viña tiene festival. En diciembre de 2009 dejó la señal nacional de TVN, tras dos décadas de trayectoria.
En junio de 2007 se integró como rostro de TV Chile, señal internacional de TVN, conduciendo los programas Se habla español y Conecta2, exclusivos para el público internacional. El lunes 29 de febrero de 2016, el canal decidió poner fin al programa. En julio de 2016, Hevia regresó a la señal nacional de TVN para la transmisión de los Juegos Olímpicos de Río de Janeiro, y en 2017 se integró al matinal Muy buenos días, sucesor del Buenos días a todos.
Hevia se ha dedicado al periodismo deportivo, presentando Deportes más que fútbol en Vive! Deportes, y como locutor en Bío-Bío deportes de Radio Bío-Bío.

## Controversias
Durante su participación como comentarista de los Juegos Olímpicos de Río de Janeiro 2016 fue criticado por realizar declaraciones que fueron calificadas como «sexistas».

## Televisión

### Programas de televisión
| Año                     | Programa                                | Rol                   | Canal       |
| ----------------------- | --------------------------------------- | --------------------- | ----------- |
| 1985-1992 2008-2010     | Zoom deportivo                          | Reportero y conductor | TVN         |
| 1987                    | Dimayor '87                             | Conductor             | TVN         |
| 1988-1990               | Satélite del deporte                    | Conductor             | Canal 9 TVN |
| 1992-2006               | Buenos días a todos                     | Conductor             | TVN         |
| 1998                    | La noche del Mundial                    | Conductor             | TVN         |
| 2007                    | Viña tiene festival                     | Conductor             | TVN         |
| 2007                    | Super dupla                             | Conductor             | TVN         |
| 2007-2009               | Se habla Español                        | Conductor             | TV Chile    |
| 2010-2015 2017-presente | Conectados                              | Conductor             | TV Chile    |
| 2012-2014               | Deportes más que fútbol                 | Conductor             | Vive!       |
| 2016                    | Juegos Olímpicos de Río de Janeiro 2016 | Comentarista          | TVN         |
| 2016                    | Hoy con Jorge Hevia                     | Conductor             | TV Chile    |
| 2017                    | Muy buenos días                         | Panelista             | TVN         |
| 2018                    | Vitrina Automotriz                      | Conductor             | TVN         |
| 2021                    | Juegos Olímpicos de Tokio 2020          | Comentarista          | TVN         |
| 2023                    | Buenos días a todos                     | Conductor invitado    | TVN         |

### Series y telefilms
| Año  | Teleserie   | Rol      | Canal |
| ---- | ----------- | -------- | ----- |
| 2002 | Los Venegas | Él mismo | TVN   |
| 1993 | Ámame       | Él mismo | TVN   |